# Peerkankaranai
Peerkankaranai es una ciudad y nagar Panchayat situada en el distrito de Chengalpattu en el estado de Tamil Nadu (India). Su población es de 29250 habitantes (2011). Se encuentra a 26 km de Chennai y a 48 km de Kanchipuram.

## Demografía
Según el censo de 2011 la población de Peerkankaranai era de 29250 habitantes, de los cuales 16073 eran hombres y 15608 eran mujeres. Peerkankaranai tiene una tasa media de alfabetización del 92,03%, superior a la media estatal del 80,09%.